# Oreophilais
Genre
Synonymes
- Prinia Horsfield, 1821[2]
- Heliolais Sharpe, 1903[2]
- Phragmacia Brooke & Dean, 1990[2]
- Schistolais Wolters, 1980[2]

Oreophilais est un genre monotypique de passereaux de la famille des Cisticolidae.

## Répartition
Ce genre se trouve à l'état naturel au Zimbabwe et au Mozambique.

## Liste des espèces
Selon la classification de référence du Congrès ornithologique international (version 8.1, 2018) :
- Oreophilais robertsi (Benson, 1946) — Prinia de Roberts, Apalis de Roberts, Fauvette-roitelet de Roberts